# استراوس

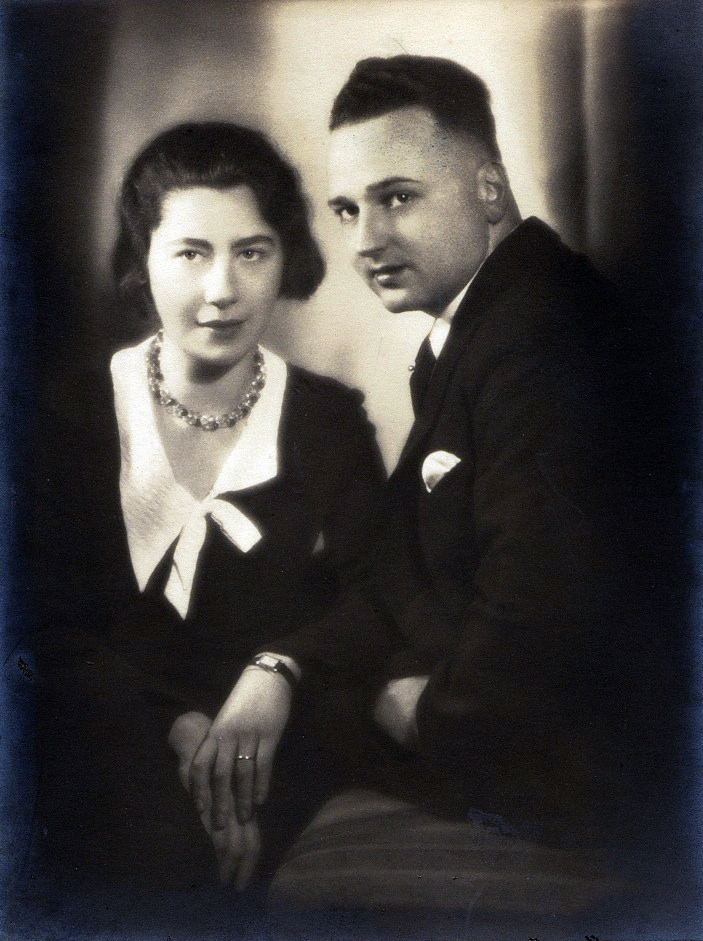
Richard and Hilda Strauss

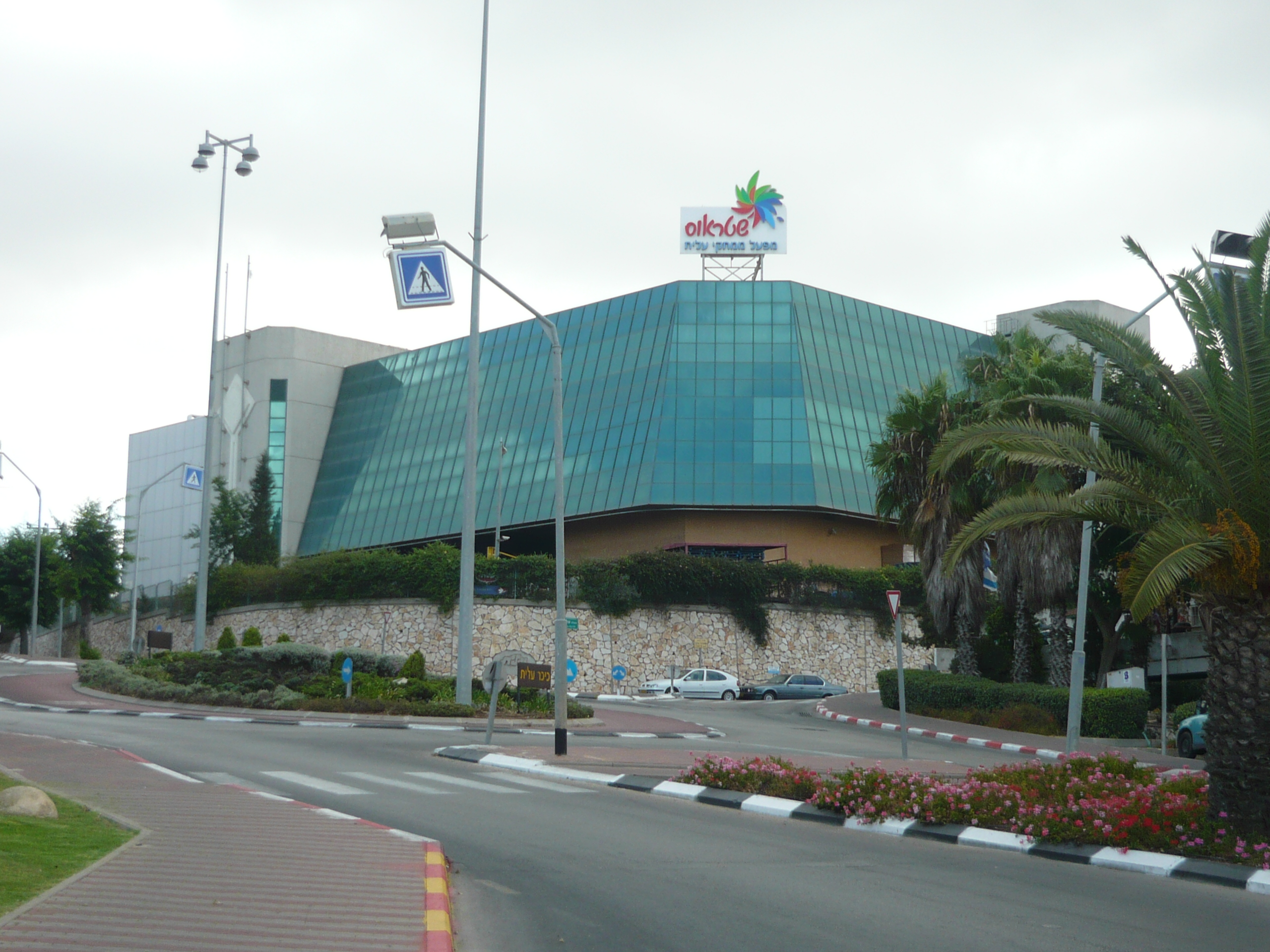
کارخانه استراوس-الیت، در شهر ناصيرات عيليت

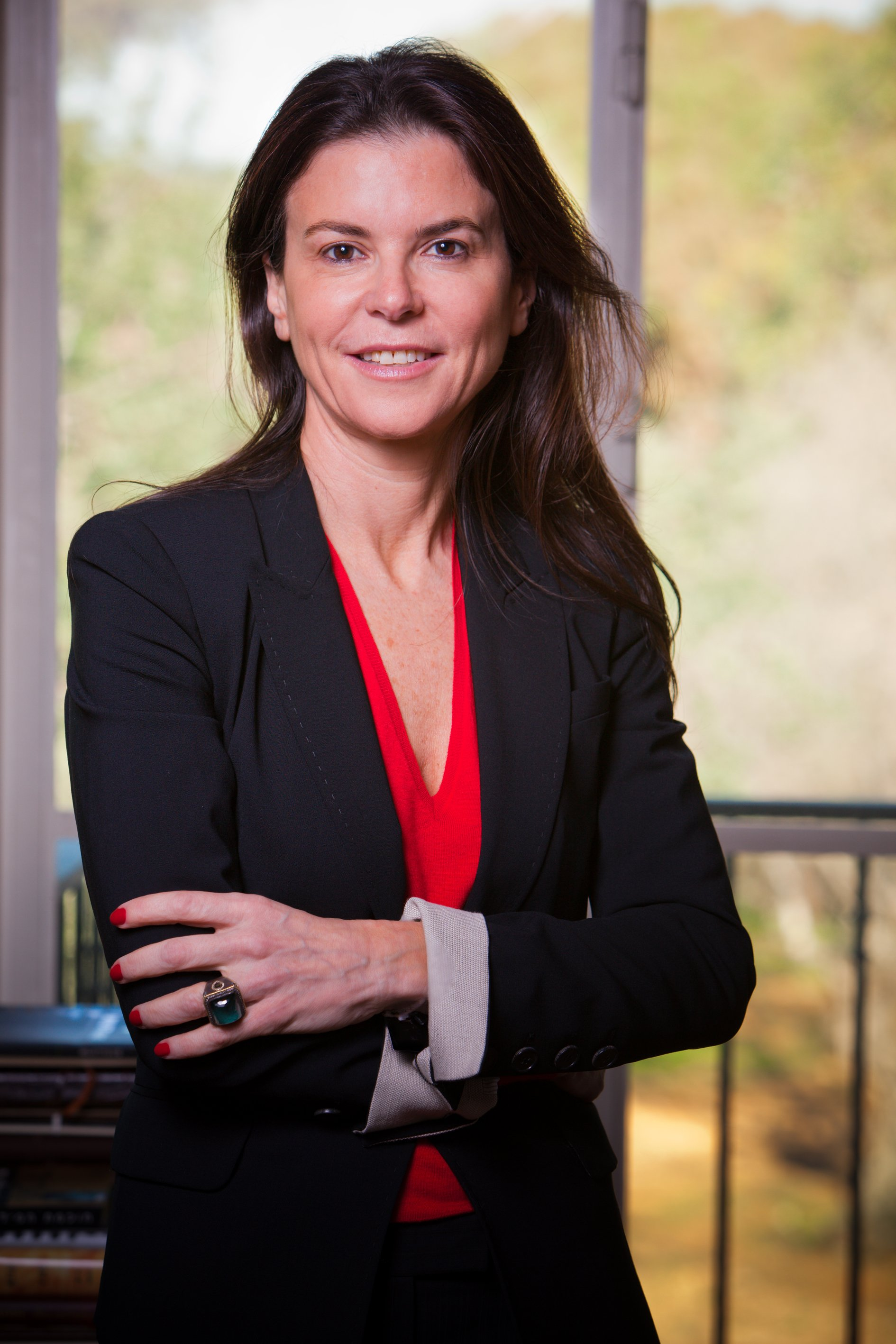
Ofra Strauss

استراوس (به عبری: שטראוס) شرکت مواد غذایی اسرائیلی است، که در سال ۱۹۳۳ توسط هیلدا و ریچارد استراوس، راه‌اندازی شد، سپس در سال ۲۰۰۴ پس از خریداری شرکت الیت، و ادغام دو شرکت، تحت نام استراوس-الیت، توسعه یافت، که چندی بعد ابتدا به استراوس گروپ تغییر نام داد ولی همچنان با نام استراوس شناخته می‌شود.
این گروه هم‌اکنون از دو شرکت تابعه تشکیل شده است، که شامل: شرکت الیت؛ که در زمینه تولید و عرضه اسنک، شکلات، قهوه و سایر نوشیدنیها فعال بوده و شرکت استراوس؛ که تولیدکننده انواع فراورده‌های لبنی می‌باشد.
شرکت استراوس در حال حاضر دارای عملیات در کشورهای اسرائیل، برزیل و روسیه، همچنین کشورهای آمریکای شمالی، اروپای مرکزی و اروپای شرقی می‌باشد. دفتر مرکزی این شرکت در شهر پتخ تیکوا، اسرائیل قرار دارد و بخشی از سهام آن در بازار بورس تل‌آویو معامله می‌شود.
بخش تولید بستنی این شرکت با مشارکت شرکت یونیلیور (۵۱٪) و خانواده استراوس (۴۹٪) در سال ۲۰۰۷ فعالیت خود را آغاز کرد و هم‌اکنون محصولاتش را در بازار ایالات متحده آمریکا و کانادا عرضه می‌کند.